# Mathias Elers (1670–1732)
Mathias Elers, född 15 maj 1670 i Karlskrona, död 24 juni 1732, var en svensk borgmästare, riksdagsledamot och politiker.

## Biografi
Mathias Elers föddes 1670 i Karlskrona. Han var son till rådmannen Jakob Elers (1629–1687) och Katarina Schlyter. Elers blev 1712 justitieborgmästare i Karlskrona. Han avled 1732.
Elers var riksdagsledamot för borgarståndet i Karlskrona vid riksdagen 1719 och riksdagen 1726–1727.
Elers var gift med Maria von Schoting.